# Epitola
Epitola là một chi bướm ngày thuộc họ Lycaenidae.

## Hình ảnh

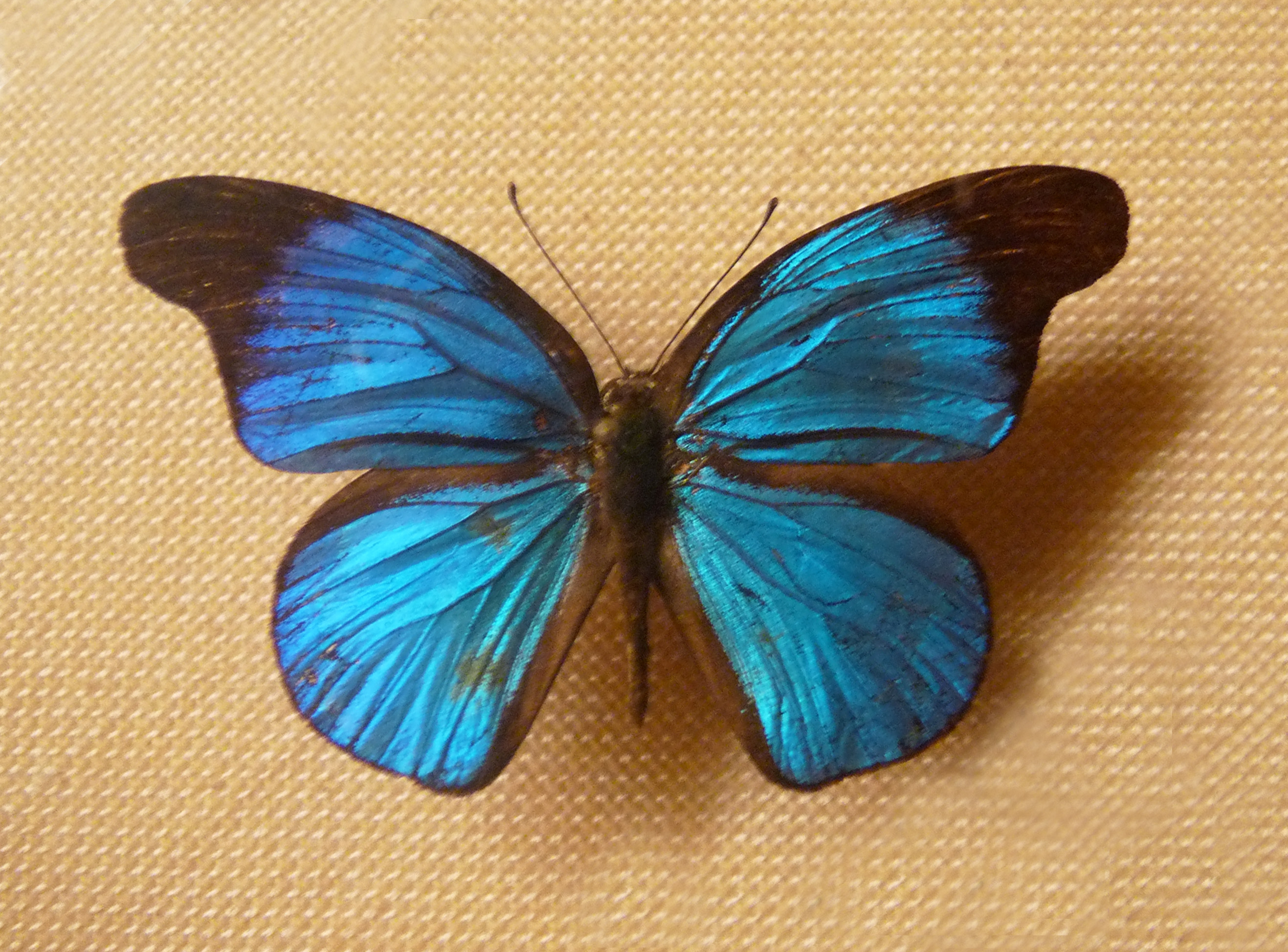